# Ronaldsway

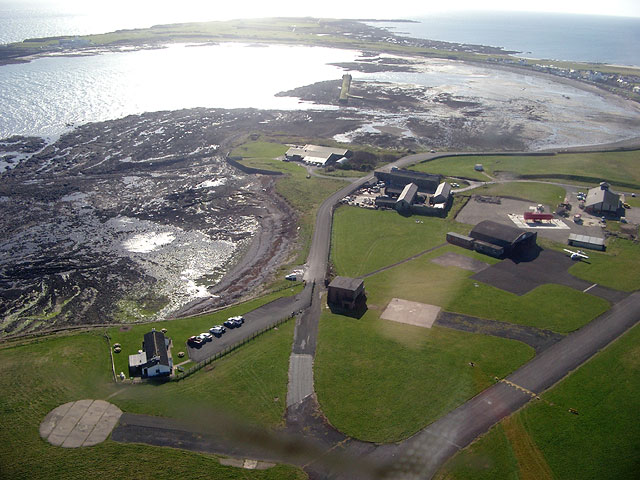
Ronaldsway

Ronaldsway is een regio in het zuiden van het eiland Man, nabij de plaatsen Ballasalla en Castletown. Hier ligt ook het vliegveld Ronaldsway Airport en het historische RAF Ronaldsway.
Ronaldsway is de locatie van de slag van Ronaldsway in 1275, waarbij Man onder Schots gezag kwam.
Uit de regio komt de voetbalclub Ronaldsway AFC.